# Boku no Tonari ni Ankoku Hakaishin ga Imasu.
Boku no Tonari ni Ankoku Hakaishin ga Imasu. (jap. ぼくのとなりに暗黒破壊神がいます。) ist eine Manga-Serie von Hirō Nakamichi, die seit 2013 in Japan erscheint. 2020 kam eine Adaption der Comedyserie als Anime-Fernsehserie heraus. 

## Inhalt
Seri Koyuki (小雪芹) würde gern ein friedliches, normales Oberschulleben führen. Doch dann platzt Kabuto Hanatori (花鳥兜) in seinen Alltag, der Koyuki für einen Gefährten aus einem seiner früheren Leben als der Abenteurer „Sturmhut“ hält. So hängt er ständig an Koyuki, den er „Gestöber“ nennt, erzählt von fantastischen Geschichten und über den Gott der Zerstörung, „Miguel“, der unter seiner Augenklappe versiegelt ist und droht die Welt zu zerstören, wenn er befreit wird. Koyuki ist davon nur genervt und versucht immer wieder erfolglos, Hanatori loszuwerden, doch sein Pech und bisweilen auch sein Temperament und seine Gutmütigkeit sind ihm dabei im Weg. Bald bemerkt Koyuki, dass sein Mitschüler Utsugi Tsukimiya (月宮ウツギ) seine Finger im Spiel hat. Tsukimiya gelingt es leicht, die Gedanken seiner Mitschüler zu lesen und sie manipulieren. Die Beobachtung des von ihm angerichteten Chaos bereitet ihm dann große Freude. Doch gegen ihn kommt Koyuki nicht an.
Die Eskapaden seiner Mitschüler vereiteln auch immer wieder, dass Koyuki seiner geliebten Mitschülerin Kotoko Sumiso (澄楚琴子) näher kommen kann. Und sein Alltag wird immer chaotischer, als Hanatori immer mehr verrückte Mitschüler anzieht, die Koyuki das Leben schwer machen.

## Veröffentlichung und Adaption
Die Serie erscheint seit Januar 2013 im Magazin Comic Gene beim Verlag Kadokawa Shoten. Dieser brachte die Kapitel auch gesammelt in bisher 11 Bänden heraus.
Beim Studio EMT Squared entstand unter der Regie von Atsushi Nigorikawa eine Adaption des Mangas als Animeserie für das japanische Fernsehen. Hauptautor war Natsuko Takahashi. Das Charakterdesign entwarf Yuki Nakano und die künstlerische Leitung lag bei Seo Gu Lee. Yuki Nakano leitete die Animationsarbeiten, Hiroto Morishita war für den Ton verantwortlich und die Computeranimationen entstanden unter Wataru Shibata.
Die 12 Folgen werden seit dem 11. Januar 2020 von den Sendern Tokyo MX, AT-X und BS Fuji in Japan ausgestrahlt. Die Plattform Crunchyroll veröffentlicht die Serie international per Streaming, unter anderem mit deutschen und englischen Untertiteln.

### Synchronisation
| Rolle            | japanischer Sprecher (Seiyū) |
| ---------------- | ---------------------------- |
| Seri Koyuki      | Jun Fukuyama                 |
| Kabuto Hanatori  | Takahiro Sakurai             |
| Kotoko Sumiso    | Ai Kayano                    |
| Utsugi Tsukimiya | Ryohei Kimura                |
| Hibiki Kimya     | Tsubasa Yonaga               |
| Suzuran Mogami   | Yoshiko Ikuta                |

### Musik
Die Musik der Serie wurde von Kanako Hara komponiert. Der Vorspann ist unterlegt mit dem Lied Take mo' Chance von All at Once und das Abspannlied ist Freedom de Muda ni Muteki!! (FREEDOMでムダに無敵!!) von AŌP.